# Festliches Nürnberg
Festliches Nürnberg – niemiecki film propagandowy z 1937 roku w reżyserii Hansa Weidemanna.